# Tipula tchukchi
Tipula tchukchi är en tvåvingeart. Tipula tchukchi ingår i släktet Tipula och familjen storharkrankar. Enligt den svenska rödlistan är arten otillräckligt studerad i Sverige. Arten förekommer i Övre Norrland. Artens livsmiljö är fjäll, våtmarker.

## Underarter
Arten delas in i följande underarter:
- T. t. tchukchi
- T. t. obtusidens